# Peloponés (kraj)
Kraj Peloponés (řecky Περιφέρεια Πελοποννήσου) je jedním ze 13 řeckých krajů. Nezaujímá celý poloostrov Peloponés, neboť 2 severozápadní regionální jednotky – Achaia a Élida – spadají pod kraj Západní Řecko. Kromě toho sousedí na Isthmu s Attikou. Sídlem správy je Tripoli.

## Administrativní členění
Kraj je rozdělen do 5 regionálních jednotek, které téměř odpovídají starověkému členění poloostrova:
- Argolis/Argolida leží ve východní části Peloponésu a z hlediska historických památek patří k nejpozoruhodnějším řeckým krajinám.  Najdeme zde pověstné Mykines/Mykény, Argos, Tiryntha/Tíryns, Navplio/Nauplia, Asini/asiné, Lerni/Lerna. Ve východní části pak území boha lékařství Asklépia u Epidauru.
- Arkádie/Arkadia je hornatá krajina uprostřed Peloponésu s poměrně úrodnou náhorní rovinou v okolí hlavního města Tripoli. Je tu málo historických památek (Megapolis, Tegea), ale krásné přírodní scenérie.
- Korinthie/Korinthia leží při tzv. Isthmu, Korintské šíji, která spojuje Peloponés s vlastní řeckou pevninou. I zde je mnoho historických památek, asi nejznámější jsou ruiny starověkého Korintu s nedalekým opevněným vrcholem Akrokorinthem. Nalezneme zde i další starověké lokality – Ireo/Héraion, Isthmia, Nemea, Sikyona/Sikyón). Dlouhé mořské pobřeží Korinthie je využíváno k rekreaci a známé jsou i termální lázně Lutraki.
- Lakónie/Lakonia zaujímá jihovýchod Peloponésu a na západě je oddělena od kraje Messénie nejvyšším peloponéským pohořím Tayjetos/Táygetos. Hlavními středisky jsou legendární Sparta a byzantské město Mystra. Pobřeží je členité s jiholakonským mysem Malea a mysem Tainaron. Z přístavu Jythio odplovají lodě na Krétu.
- Messénie/Messinia se rozkládá za pohořím Tayjetos/Táygetos na západ od Lakónie. Je známá historickými památkami: Nestorův palác v Pylu, ruiny starověké Masséné a středověká pevnost Methoni. Hlavní město Kalamata a oblasti na jih od něj mají příznivé podmínky pro přímořskou rekreaci.

| Regionální jednotka            | Rozloha (km²) | Obyvatel | Sídlo                        | Městských obcí (Dimi) | Venkovských obcí (Kinotites) |
| ------------------------------ | ------------- | -------- | ---------------------------- | --------------------- | ---------------------------- |
| Argolis (Αργολίδα/Argolida)    | 2154          | 105 770  | Nafplio (Ναύπλιο/Nafplio)    | 14                    | 2                            |
| Arkádie (Αρκαδία/Arkadia)      | 4419          | 102 035  | Trípoli (Τρίπολη/Tripoli)    | 22                    | 1                            |
| Korinthie (Κορινθία/Korinthia) | 2290          | 154 624  | Korinth (Κόρινθος/Korinthos) | 15                    | –                            |
| Lakónie (Λακωνία/Lakónia)      | 3636          | 99 637   | Sparta (Σπάρτη/Sparti)       | 19                    | 2                            |
| Messénie (Μεσσηνία/Messinia)   | 2991          | 176 876  | Kalamata (Καλαμάτα)          | 29                    | 2                            |